# Barcos (Portugal)
Barcos ist ein Ort und eine ehemalige Gemeinde (Freguesia) im portugiesischen Kreis Tabuaço. Die Gemeinde hatte 597 Einwohner (Stand 30. Juni 2011).
Am 29. September 2013 wurden die Gemeinden Barcos und Santa Leocádia zur neuen Gemeinde União das Freguesias de Barcos e Santa Leocádia zusammengeschlossen. Barcos ist Sitz dieser neu gebildeten Gemeinde.